# 康比拉
康比拉（法語：Camburat，法語發音：[kɑ̃byʁa]）是法国洛特省的一个市镇，属于菲雅克区。

## 地理
康比拉（44°38'36"N, 1°59'51"E）面积8.03 平方千米，位于法国奧克西塔尼大區洛特省，该省份为法国西南部内陆省份，北起顺时针与科雷兹省、康塔爾省、阿韦龙省、塔恩-加龙省、洛特-加龍省和多尔多涅省接壤。
与康比拉接壤的市镇（或旧市镇、城区）包括：卡尔达亚克、菲雅克、丰镇、富尔马尼亚克、利萨克和穆雷、普拉尼奥勒。

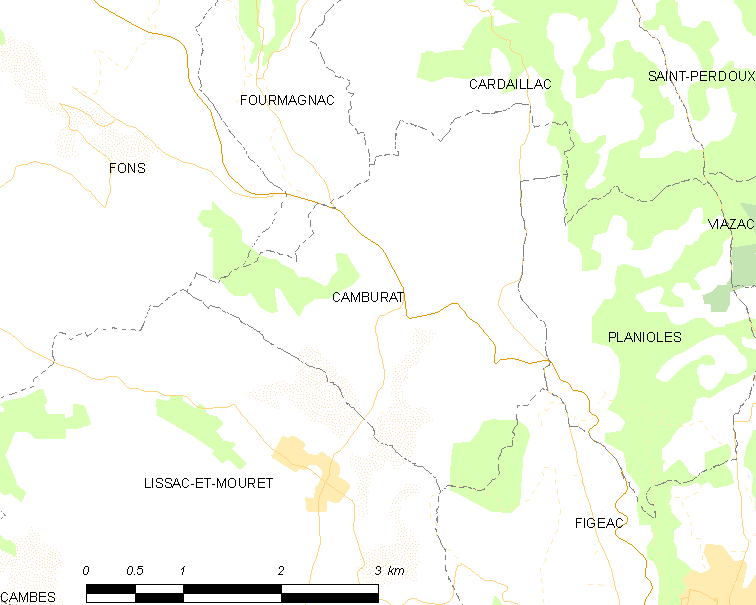
康比拉的OSM定位图

康比拉的时区为UTC+01:00、UTC+02:00（夏令时）。

## 行政
康比拉的邮政编码为46100，INSEE市镇编码为46053。

## 政治
康比拉所属的省级选区为菲雅克第一县。

## 人口

1962-2008年间康比拉人口变化图示

康比拉于2022年1月1日时的人口数量为445人。